# Yfke Sturm
Yfke Sturm (Almere, 19 november 1981) is een Nederlands fotomodel.

## Loopbaan
Sturm deed in 1997 mee met de Nederlandse versie van de Elite Model Look mee nadat ze tijdens het winkelen was aangesproken door een medewerker van Elite Model Management. Nadat ze deze wedstrijd had gewonnen, won ze aansluitend de International Elite Model Look Contest in Nice, Frankrijk op 15-jarige leeftijd. Na haar winst tekende Yfke contracten met Ralph Lauren en Calvin Klein. Ze stond op de covers en binnenpagina's van een aantal bekende tijdschriften, waaronder Vogue, Elle, Marie Claire, Cosmopolitan en Glamour en verscheen in campagnes van Ralph Lauren, Calvin Klein Cosmetics, DKNY, Armani en GAP. Tevens liep ze op de catwalk voor onder andere de designers Ralph Lauren, Calvin Klein, Versace, Victoria's Secret en Chanel.
Yfke wordt vertegenwoordigd door Next Model Management Londen, New York en Parijs, Munich Models, Model Management and Touche Models in Amsterdam.

## Televisiewerk
In 2006 presenteerde Sturm bij RTL 5 het televisieprogramma Holland's Next Top Model, de Nederlandse versie van America's Next Top Model. Een jaar later presenteerde ze ook de tweede serie van het programma; Holland's Next Top Model 2. Hierna werd de presentatie overgenomen door Daphne Deckers. In 2011 was ze nog te zien als gast in een van de afleveringen van het programma. Daarnaast heeft ze tijdens de Victoria's Secret Fashion Show voor CBS haar collegamodellen geïnterviewd. In 2016 is ze begonnen met werken, als presentatrice, voor Fox Nederland.

## Nevenactiviteiten
Sturm is ambassadrice van het Nederlandse Rode Kruis en begon "Yfke for kids" in samenwerking met het Rode Kruis. De organisatie helpt kinderen over de hele wereld die AIDS hebben of die hun ouders hebben verloren aan AIDS. Ze ondersteunt op diverse manieren met het inzamelen van gelden onder meer via het veilen van foto's en liefdadigheidsdiners. Ook schreef ze een boek met tips en verhalen over het modellenvak, Yfke's Model Secrets.

## Privé
Sturm woonde van 2002 tot 2012 in New York en sindsdien in Londen. Ze was van 2007 tot en met 2010 getrouwd. Met haar huidige partner kreeg ze op 24 juli 2015 een zoon. In 2015 kreeg ze in Italië een ernstig ongeluk waarbij ze tegen het hoofd geraakt werd door een jetsurfboard. Na een coma herstelde ze hier volledig van.
- International Standard Name Identifier: 0000 0003 6895 3003
- Nederlandse Thesaurus van Auteursnamen: 318024047
- Virtual International Authority File: 283745467
- WorldCat: E39PBJxGY4JjwPdPyg7GKWM9Dq